# Gottfried Rieger
Pour les articles homonymes, voir Rieger.
Gottfried Rieger, né le 1er mai 1764 à Tropplowitz et mort le 13 octobre 1855 à Brno, est un compositeur et professeur autrichien.

## Biographie
Gottfried Rieger naît le 1er mai 1764 à Tropplowitz. Son père possède à Troplowitz, un domaine appartenant à la seigneurie de Geppersdorf en Silésie, une petite maison avec quelques terres agricoles, mais son principal moyen de subsistance est la musique. Simple musicien, son père joue pour la danse, et souhaite élever son fils dans le même métier. C'est lui qui apprend à son fils Gottfried à jouer des cymbales, un instrument très répandu et très apprécié à l'époque dans les tavernes, lors des mariages et des fêtes patronales, où il est accompagné de quelques violons, d'une flûte, d'une contrebasse et d'une clarinette.
Dans sa jeunesse, Gottfried Rieger est membre de l'orchestre du comte Josef von Sedlnitzky (de), où il joue des instruments à vent et à cordes. Sur la recommandation de Dittersdorf, il étudie la théorie musicale avec Damasus Brosmann à Weisswasser (Bílá Voda). En 1787, il quitte le service de Sedlnitzky et devient directeur musical du théâtre Reduta de Brno, pour lequel il compose plusieurs œuvres, dont Das wütende Heer et Die Totenglocke um Mitternacht.
Gottfried Rieger meurt le 13 octobre 1855 à Brno.